# 대성고등학교 (서울)
대성고등학교(大成高等學校)는 대한민국 서울특별시 은평구 갈현동에 있는 사립 고등학교이다.

## 학교 연혁
- 1969년 1월 9일 : 학교 법인 설립 인가
- 1972년 1월 22일 : 대성고등학교 설립 인가
- 1973년 3월 4일 : 강석규 선생 초대 교장 취임
- 1976년 1월 8일 : 제1회 졸업식 (276명)
- 2000년 5월 15일 : 체육관 준공
- 2009년 7월 17일 : 자율형 사립고 지정
- 2009년 9월 25일 : 식당 준공(2층, 1,100명 동시수용)
- 2011년 3월 2일 : 자율형 사립고 제1기 입학식
- 2019년 3월 2일 : 임재현 선생 제7대 교장 취임
- 2019년 3월 2일 : 일반고 전환 입학식 (298명)
- 2022년 1월 28일 : 제47회 졸업식 (292명)

## 참고 자료
- 대성고등학교 - 한국교육학술정보원 학교알리미